# دنزل واشینگتن
دِنزِل هِیز واشینگتن جونیور (انگلیسی: Denzel Hayes Washington Jr.؛ زادهٔ ۲۸ دسامبر ۱۹۵۴) بازیگر، کارگردان و تهیه‌کنندهٔ آمریکایی است. او در طول چهار دهه فعالیت افتخارات گوناگونی از قبیل دو جایزهٔ اسکار، سه جایزهٔ گلدن گلوب و یک جایزهٔ تونی برنده شده است. او در سال ۲۰۱۶ جایزه گلدن گلوب سیسیل بی دمیل و در سال ۲۰۱۹ جایزه یک عمر دستاورد هنری بنیاد فیلم آمریکا را دریافت کرد و در سال بعد، نیویورک تایمز او را یکی از برترین بازیگران سدهٔ بیست و یکم نامید. در سال ۲۰۲۲ نشان افتخار آزادی رئیس‌جمهوری به او اهدا شد.
واشینگتن کارش را در تئاتر و با بازی در نمایش‌های آف برادوی آغاز کرد. او با حضور در فیلم جنگی داستان یک سرباز (۱۹۸۴) شناخته شد و مدتی بعد برای بازی در نقش سرباز جنگ داخلی آمریکا در افتخار (۱۹۸۹) برندهٔ جایزهٔ اسکار بهترین بازیگر نقش مکمل مرد شد. واشینگتن در دههٔ ۱۹۹۰ خودش را به‌عنوان یکی از بازیگران نقش اول هالیوود مطرح کرد و در فیلم حماسی مالکوم ایکس (۱۹۹۲)، کمدی هیاهوی بسیار برای هیچ (۱۹۹۳)، تریلر پرونده پلیکان (۱۹۹۳)، و درام‌های فیلادلفیا (۱۹۹۳) و طوفان (۱۹۹۹) به ایفای نقش پرداخت. او برای به تصویر کشیدن یک پلیس فاسد در فیلم جنایی روز تعلیم (۲۰۰۱) برندهٔ جایزهٔ اسکار بهترین بازیگر مرد شد. واشینگتن به بازی در نقش‌های متنوع ادامه داد و در فیلم ورزشی تایتنز را به یادآور (۲۰۰۰)، درام مناظره‌کنندگان بزرگ (۲۰۰۷)، فیلم جنایی گانگستر آمریکایی (۲۰۰۷) و درام پرواز (۲۰۱۲) ایفای نقش کرد.
واشینگتن در سال ۲۰۱۰ برای بازی در نمایش حصارها جایزهٔ تونی بهترین بازیگر مرد در نمایش را کسب کرد. او در سال ۲۰۱۶ فیلم اقتباسی از این نمایش را تهیه‌کنندگی و کارگردانی کرد و در آن به ایفای نقش پرداخت که نامزد دریافت چهار جایزهٔ اسکار از جمله بهترین فیلم و بهترین بازیگر مرد برای خود واشینگتن شد. نقش‌آفرینی او در درام حقوقی رومن جی. ایزریل، وکیل دادگستری (۲۰۱۷) و تریلر تاریخی تراژدی مکبث (۲۰۲۱) با تحسین منتقدان همراه بود.

## سال‌های آغازین زندگی
وی در سال ۱۹۵۴ در ماونت ورنن، مریلند چشم به جهان گشود. مادرش، لنیس لینی، متصدی یک سالن زیبایی بود.
وی متولد جورجیا، یکی از ایالات آمریکا بود، ولی در هارلم (محله‌ای مخصوص سکونت سیاه‌پوستان در بخش منهتن شهر نیویورک) بزرگ شده‌بود. پدرش، رورند دنزل واشینگتن اول، کشیش و برگزارکنندهٔ اعیاد مذهبی بود. وی همچنین برای سازمان آب و یک فروشگاه محلی به نام اس. کلین کار می‌کرد.

دنزل در دبستان پنینگتن گرایمز در ماونت ورنن، بخش آموزش لاتین و یونانی حضور یافت و در سال ۱۹۶۸، یعنی در ۱۴سالگی وی به یک مدرسهٔ مقدماتی و خصوصی ارتش در منطقهٔ نیو ویندسر در ایالت نیویورک فرستاده شد که در ادامه از سال ۱۹۷۰ تا ۱۹۷۱ به دبیرستان مِین‌لند در دایتن بیچ فلوریدا رفت. وی علاقه داشت به دانشگاه تکنولوژی تگزاس برود: 
"من در باشگاه پسران در ماونت ورنن بزرگ شدم. ما مهاجمان انقلابی بودیم؛ بنابراین، زمانی‌که در دبیرستان بودم، دوست داشتم به دانشگاه تگزاس در لابوک بروم فقط به این دلیل که آن‌ها معروف به مهاجمان انقلابی بودند و لباس‌های آن‌ها مثل ما بود".
 با این وجود، وی مدرک لیسانسش را در رشتهٔ دراما و خبرنگاری از دانشگاه فوردهام در سال ۱۹۷۷ گرفت. با آغاز تحصیلاتش در این دانشگاه زیرنظر مربی‌ای به نام پی جی کار عضو تیم باشگاه بسکتبال دانشگاهیِ خود شد. بعد از افت‌وخیز کردن در رشته‌های مختلف تحصیلی، کم‌کم به مدت یک ترم کلاس‌هایش را رها کرد و به‌عنوان مشاور در یک کمپ تابستانه به نام کمپ سالونه YMCA، که شب‌ها برگزار می‌شد، کارش را آغاز کرد. بعد از اجرای چندین شو در این کمپ، یکی از همکارانش به وی پیشنهاد کرد که استعدادش را در حرفهٔ بازیگری در بوتهٔ آزمایش بگذارد؛ بنابراین، با تجدید قوا، به دانشگاه قبلی‌اش (فوردهام) بازگشت و در کمپ مرکزی لینکلن در رشتهٔ بازیگری ثبت‌نام کرد، که در آنجا موفق به بازی در نقش امپراتور جونز و اتللو در نمایش‌نامه‌های امپراتور جونز از اونیل و اتلو از شکسپیر شد که نظرات جنجال‌برانگیز زیادی دربرداشت. بعد از اتمام تحصیلاتش بورسیهٔ حضور در تئاتر وابسته به هنرستان موسیقی و هنرهای زیبای آمریکا در سان‌فرانسیسکو شد، که به مدت یک سال در آنجا اقامت گزید و بعد تصمیم گرفت به نیویورک بازگردد تا هنر بازیگری را به‌طور حرفه‌ای آغاز کند.

## سال‌های ابتدایی حرفه
واشینگتن تابستان ۱۹۷۶ را در شهر سنت مری، ایالت مریلند گذراند، که در این مدت تئاتر تابستانی به نام بال‌های صبح را اجرا می‌کردند. بعد از مدت کوتاهی که از فوردهام فارغ‌التحصیل شد، نخستین گام در بازی حرفه‌ای را با بازی در یک تله‌فیلم به نام ویلما برداشت و اولین هنرنمایی حرفه‌ای‌اش را هم در سال ۱۹۸۱ با فیلم کاغذ کاربُن در معرض دیدِ عموم قرار داد.
مهم‌ترین کار وی در این دوره وقتی بود که در یک مجموعهٔ تلویزیونی به نام خیابان جای دیگر، که از سال ۱۹۸۲ تا ۵۵ قسمت به طول انجامید، دیده شد. وی جزو نادر بازیگرانی بود که در مدت ۶ سال، در بیشتر قسمت‌های مجموعه حضور داشت. در سال ۱۹۸۷، بعد از اجرای چندین فیلم و مجموعهٔ تلویزیونی، درخششی دوچندان در فیلم آزادی را فریاد کن به کارگردانی ریچارد آتن بارو داشت. وی در نقش استیو بیکو به‌عنوان یک مرد سیاستمدار اهل آفریقای جنوبی ظاهر شد که مخالف سیاست نفاق و جدایی بین سیاه‌پوستان و سفیدپوستان جنوب آفریقا بود؛ نقشی که با آن توانست نامزدی بهترین بازیگر مکمل در جوایز اسکار را کسب کند.

وی در سال ۱۹۸۹ جایزهٔ اسکار بهترین بازیگر را برای فیلم افتخار در نقش برده‌ای خوددار و جسور به‌دست‌آورد. همچنین، در همان سال، اجرایی شکوهمند در فیلم به‌خاطر ملکه و میهن در نقش رابن جیمز، فردی با ذهنی درگیر که از افکار واهی فاصله گرفته‌است، به نمایش گذاشت. وی یک سرباز بریتانیایی متولد جزیرهٔ کارائیب بود که علی‌رغم حرفهٔ نظامیِ برجسته‌اش در خارج از کشور، به زندگی معمولی و عادی‌اش بازمی‌گردد که به محض بازگشتش به این زندگی مدنی تجاوز و تعدی می‌کند.

## دههٔ ۱۹۹۰
دنزل در فیلم می‌سی‌سی‌پی ماسلا به کارگردانی اسپایک لی در نقش بلیک جیلیام، و در فیلم تابستان ۱۹۹۲ در نقش شخصیتی به نام دمتریس ویلیامز بازی کرد. واشینگتن یکی از نقش‌های برجسته و بحث‌برانگیزش را در فیلم مالکوم ایکس، محصول ۱۹۹۲، به کارگردانی اسپایک لی برعهده گرفت. اجرای وی به‌عنوان یک رهبر وطن‌پرست سیاه‌پوست، برایش نامزدی اسکار را به ارمغان آورد و راجر ایبرت و مارتین اسکورسیزی این فیلم را یکی از ۱۰ فیلم برتر دههٔ ۱۹۹۰ نامیدند.

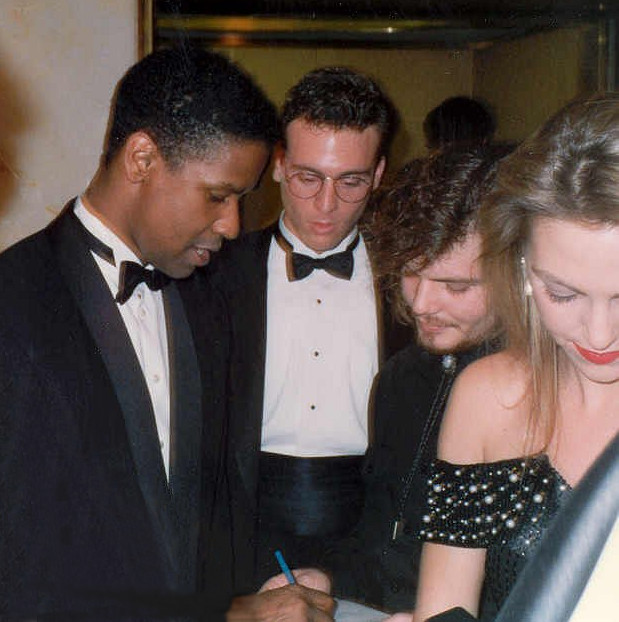

فیلم مالکوم ایکس مسیر زندگی واشینگتن را دگرگون ساخت، به‌طوری‌که تقریباً یک‌شبه وی را به یکی از والاترین بازیگران هالیوودی تبدیل کرد. وی نقش‌هایی را که شبیه به نقش قبلی‌اش بودند، مثل پیشنهاد بازی در نقش مارتین لوتر کینگ را رد کرد، زیرا مایل نبود به بازیگری از گونه‌ای خاص تبدیل شود. سال بعد، یعنی در سال ۱۹۹۳، با پذیرفتن خطری دیگر در این حرفه نقش جو میلر را در فیلم فیلادلفیا در کنار تام هنکس برعهده گرفت. در اوایل و اواسط دههٔ ۱۹۹۰، واشینگتن به یک مرد برجسته و نامدار هالیوودی تبدیل شد. موفقیت‌هایی در چندین فیلم با نام‌های پروندهٔ پلیکان و جزر و مد سرخ کسب کرد. همچنین، در یک فیلم کمدی با عنوان هیاهوی بسیار برای هیچ و در یک داستان نمایشیِ رمانتیک با عنوان همسر کشیش ایفای نقش کرد.
سال ۱۹۹۵، وقتی که سرِ صحنهٔ فیلم Virtuosity مشغول فیلم‌برداری بودند، واشینگتن از بازی در یک لحظهٔ رمانتیک با هم‌بازی سفیدپوستش، کِلی لینچ، خودداری کرد. لینچ در طول یک مصاحبه اظهار داشت: «با خودم گفتم ما مشکلی با ارتباط و صمیمیت و در نهایت ازدواج میان نژادها نداریم، اما دنزل بر این عقیده بود که مردان سفیدپوستی که تماشاگران اصلی این فیلم هستند، مایل نیستند که مرا با یک زن سفیدپوست ببینند». لینچ همچنین افزود که «این واقعاً شرم‌آور است و من حس بدی راجع به این مسئله دارم. دائماً در این فکر هستم که زمانه دیگر تغییر کرده‌است، اما درحقیقت به اندازهٔ کافی تغییر نکرده‌است». وضعیتی مشابه این، سرِ صحنهٔ فیلم پروندهٔ پلیکان نیز اتفاق افتاد. وقتی که جولیا رابرتز، در مصاحبه‌ای، از میل و رغبت خود برای داشتن رابطهٔ صمیمانه با واشینگتن ابراز کرد و دوباره ما شاهد چنین پیشامدی در فیلم کویین مقتدر، محصول ۱۹۸۹ بودیم، هرچند که در سال ۱۹۹۸ در فیلم اسپایک لی، برندهٔ بازی، در یک صحنهٔ عاطفی با میلا یوویچ دیده شد.
واشینگتن در فیلم هاریکان، محصول ۱۹۹۹ درخششی خیره‌کننده داشت. فیلم دربارهٔ مشت‌زنی به نام رابین کارتر، ملقب به «هاریکان» است که موضوع سه قتل بعد از ۲۰ سال ماندن پشت میله‌های زندان برملا می‌شود. نقدهایی متفاوت بر این باور بودند که مباحث و مشاجره‌های گوناگون بر روی صحَت فیلم ممکن است نامزدیِ جایزهٔ اسکار را برای واشینگتن به ارمغان بیاورد. وی جایزه گلدن گلوب سال ۲۰۰۰ و جایزه خرس نقره‌ای برلین را در جشنواره بین‌المللی فیلم برلین به‌خاطر نقشش در این فیلم ازآنِ خود کرد.
وی همچنین جایزهٔ Arthur Ashe ESPY را به خانم لورتا کالیبرن به‌خاطر جرأت و شجاعتش در فیلم داستان لورتا کالیبرن اهدا کرد که خود واشینگتن هم در پایان این فیلم نقشی ایفا کرد.

## ۲۰۰۰ به‌بعد

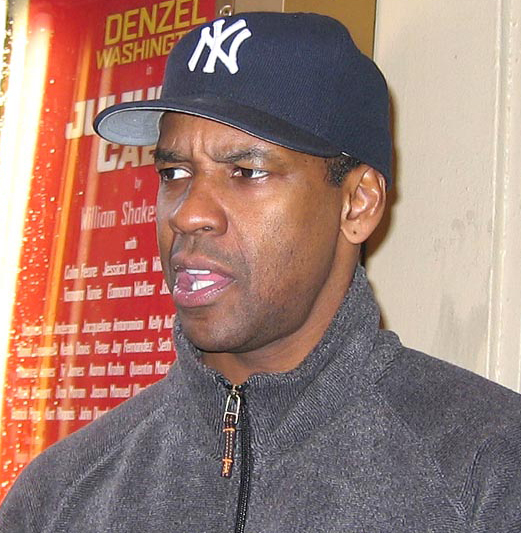
دنزل واشینگتن

واشینگتن در سال ۲۰۰۰ در فیلمی که بسیار مورد توجه مردم قرار گرفت به نام تایتان‌ها را به خاطر داشته باش حضور داشت که بالغ بر ۱۰۰ میلیون دلار در آمریکا فروش کرد. وی همچنین در فیلم بعدی‌اش، که فیلمی پلیسی و حادثه‌ای به نام روز تعلیم، محصول ۲۰۰۱ بود، توانست برندهٔ جایزهٔ اسکار بهترین بازیگر شود. وی در این فیلم نقش کارآگاه آلونسو هریس را بازی می‌کند که کارآگاهی چموش و سرکش با تاکتیک‌های قانونیِ مشکوک و بحث‌انگیز است. این نقش برای وی یک تغییر حال و هوا محسوب می‌شود، زیرا تا به حال همه واشینگتن را به‌عنوان قهرمان در بسیاری از کارهایش شناخته‌بودند. وی دومین فرد آفریقایی-آمریکایی بود که توانست به‌خاطر حضورش در این فیلم برندهٔ جایزهٔ اسکار در گروه بهترین بازیگران شود. اولین نفر پیش از وی سیدنی پواتیه بود که اتفاقاً همان شب، قبل از واشینگتن، جایزهٔ افتخاری اسکار را دریافت کرد. واشینگتن با ۶ نوبت، بالاترین میزان نامزدی جایزهٔ اسکار را از میان بازیگران آفریقایی‌تبار به خود اختصاص داده‌است.
پس از موفقیت و فروش بالای جان کیو، وی اولین فیلمش را به نام آنتوان فیشِر، که در قسمت‌هایی از آن بازی هم کرده‌است، کارگردانی کرد. بین سال‌های ۲۰۰۳ تا ۲۰۰۴ در یک سِری فیلم تریلر همچون خارج از زمان، مردی در آتش و کاندیدای مَنچوری حضور یافت که فروش این فیلم‌ها قابل توجه بود. در سال ۲۰۰۶ در فیلم مرد نفوذی، به کارگردانی اسپایک لی، در کنار ستارگانی همچون جودی فاستر و کلایو اوون حضور یافت و پخش فیلم دژا وو در اواخر سال ۲۰۰۶ شروع شد.
وی در سال ۲۰۰۷ به‌همراه راسل کرو در گانگستر آمریکایی بازی کرد. مدتی بعد، وی درام نمایشی سخنوران بزرگ را کارگردانی کرد که خودش هم در کنار فارست ویتاکر در این اثر حضور داشت.
واشینگتن در فیلم تسخیر پالهم ۱ ۲ ۳ به‌عنوان سرنگهبان ترَن زیرزمینی شهر نیویورک حضور یافت که بازسازی مجدد فیلمی با همین عنوان از دههٔ ۱۹۷۰ به نام گرفتن پلهام ۱۲۳ است. واشینگتن در این فیلم در مقابل جان تراولتا قرار گرفت. این فیلم در ژوئیهٔ ۲۰۰۹ به کارگردانی تونی اسکات به نمایش درآمد. در سال ۲۰۱۰ از وی دو فیلم کتاب ایلای و توقف‌ناپذیر به اکران عمومی درآمد. پس از یک وقفهٔ یک‌ساله، دو فیلم دیگر به نام‌های خانهٔ امن و پرواز از وی به نمایش درآمد.

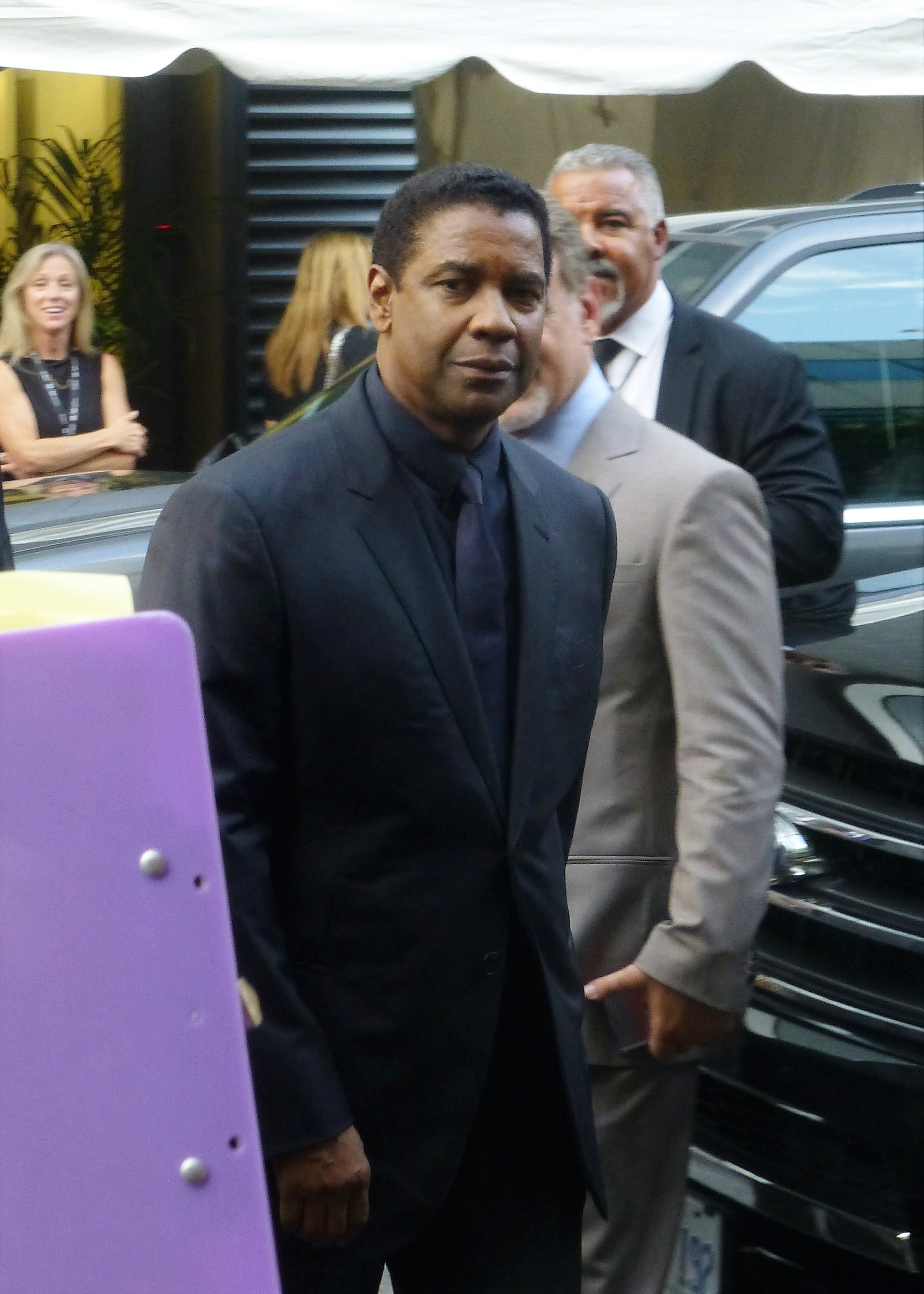
واشینگتن در تئاتر فیلم تورنتو ۲۰۱۶

واشینگتن در بسیاری از فیلم‌هایش به تنهایی بار داستان را بر دوش کشیده‌است؛ از مالکوم ایکس گرفته تا روز کارآموزی که برای دومی بیشتر جوایز مهم بازیگری از جمله اسکار بهترین بازیگر نقش اصلی را از آن خود کرد.

## بازگشت به تئاتر
در سال ۲۰۰۵، پس از یک وقفهٔ ۱۵ساله (وی آخرین بار در تابستان ۱۹۹۰ در تئاتر ریچارد سوم، اثر شکسپیر، در نقش «ریچارد» ظاهر شد)، مجدداً در یکی دیگر از آثار شکسپیر به نام جولیوس سزار نقش مارکوس بروتوس را برعهده گرفت. مدت نمایش با فروش یک‌جای تمام بلیت‌ها همراه بود. علی‌رغم انتقادات شدیدی که در برابر این نمایش صورت گرفت، هر بار به‌طور میانگین بیشتر از ظرفیت صددرصدیِ سالن، تماشاگر در آن جای گرفته بود.

## زندگی شخصی
وی در سال ۱۹۸۳ با هنرپیشهٔ زن، پالتا پیرسون (اکنون پائولِتا پیِرسون (واشینگتن)) ازدواج کرد. وی پالتا را در اولین تله‌فیلمی که در آن نقش داشت، به نام ویلما، ملاقات کرد. این زوج هم‌اکنون دارای ۴ فرزند هستند: جان دیوید (زادهٔ ۲۸ ژوئیهٔ ۱۹۸۴)، که بعد از بازی‌های فوتبال دانشگاهی در مورهاوس قراردادش را با باشگاه سنت لوئیز در مهٔ ۲۰۰۶ امضا کرد. دومین فرزندشان کیشا (زادهٔ نوامبر ۱۹۸۷)، که هم‌اکنون مشغول تحصیل در دانشگاه ییل است؛ و در آخر، یک دوقلو به نام‌های الیویا و مالکوم (به افتخار فیلم مالکوم ایکس) در آوریل ۱۹۹۱ به دنیا آمدند. واشینگتن و همسرش مجدداً در سال ۱۹۹۵ یاد و خاطرهٔ مراسم عروسی‌شان را، این بار در آفریقای جنوبی، زنده کردند.
واشینگتن و خانواده‌اش از سربازان در مرکز پزشکی ارتش در سان‌آنتونیوی تگزاس دیدن کردند که بعدها هتل‌های کوچکی که دارای اتاق‌های متعددی بود، به خانواده‌های سربازانی که در بیمارستان بستری بودند اهدا کردند. در اکتبر ۲۰۰۶، کتاب پرفروش و پرتیراژی به نام دستی تا هدایت کند مرا را منتشر کرد که ترکیبی از بازیگران، سیاستمداران، ورزشکاران و عوام بود که از معلمان دوران بچگی‌شان یاد می‌کردند. درحقیقت، این کتاب به یاد سالگرد باشگاه صدسالهٔ دختران و پسران آمریکا به چاپ رسید، زیرا واشینگتن هم در این باشگاه در دوران بچگی‌اش شرکت کرده‌بود.
واشینگتن یک مسیحی تمام‌عیار است. وی همیشه به‌همراه هنرپیشهٔ زنی به نام آنجلا باسِت به کلیسای لس‌آنجلس می‌رود. نیروهای ارتش انقلابی کلمبیا، واشینگتن را یکی از سه نفری خواند (دو نفر دیگر، کارگردانان: الیور استون و مایکل مور) که مایلند با آن‌ها راجع به آزادی ۳ نفر از افرادشان که ۵ سال است اسیر هستند به بحث و گفتگو بنشیند.
واشینگتن در ۱۸ مهٔ ۱۹۹۱، جایزهٔ دکتریِ افتخاری را از دانشگاه فوردهام (دانشگاهی که در آن تحصیل کرده‌بود)، به‌خاطرِ داشتن موفقیت‌های تأثیرگذار در کشف استعدادهای چندجانبه، دریافت نمود. وی همچنین دکترای افتخاری صفات انسانی و بشردوستانه‌اش را از دانشگاه مورهاوس در ۲۰ مهٔ ۲۰۰۷ دریافت کرد.

## فیلم‌شناسی
| سال  | عنوان                          | نقش                        | توضیحات                     | منا.          |
| ---- | ------------------------------ | -------------------------- | --------------------------- | ------------- |
| ۱۹۸۱ | رونوشت کاربنی                  | راجر پورتر                 |                             | [ ۶ ]         |
| ۱۹۸۴ | داستان یک سرباز                | ملوین پیترسون              |                             | [ ۷ ]         |
| ۱۹۸۶ | قدرت                           | آرنولد                     |                             | [ ۸ ]         |
| ۱۹۸۶ | داستان جورج مک‌کنا              | جورج مک‌کنا                 |                             | [ ۸ ]         |
| ۱۹۸۷ | آزادی را فریاد کن              | استیو بیکو                 |                             | [ ۹ ]         |
| ۱۹۸۸ | برای ملکه و کشور               | روبن جیمز                  |                             | [ ۱۰ ]        |
| ۱۹۸۹ | کوئین توانا                    | خاویر کوئین                |                             | [ ۱۱ ]        |
| ۱۹۸۹ | افتخار                         | سایلس ترپ                  |                             | [ ۸ ]         |
| ۱۹۹۰ | قلب اجاره‌ای                    | ناپلئون استون              |                             | [ ۱۲ ]        |
| ۱۹۹۰ | بهترین بلوز                    | بلیک گیلیام                |                             | [ ۱۳ ]        |
| ۱۹۹۱ | میسیسیپی ماسالا                | دمتریوس ویلیامز            |                             | [ ۱۴ ]        |
| ۱۹۹۱ | کمانه                          | نیک استایلز                |                             | [ ۱۵ ]        |
| ۱۹۹۲ | مالکوم ایکس                    | مالکوم ایکس                |                             | [ ۸ ]         |
| ۱۹۹۳ | هیاهوی بسیار برای هیچ          | دون پدرو از آراگون         |                             | [ ۱۶ ]        |
| ۱۹۹۳ | پرونده پلیکان                  | گری گرانتهام               |                             | [ ۱۷ ]        |
| ۱۹۹۳ | فیلادلفیا                      | جو میلر                    |                             | [ ۱۸ ]        |
| ۱۹۹۵ | جزر و مد سرخ                   | ستوان فرمانده ران هانتر    |                             | [ ۱۹ ]        |
| ۱۹۹۵ | چیره‌دستی                       | ستوان پارکر بارنز          |                             | [ ۸ ]         |
| ۱۹۹۵ | شیطان در لباس آبی              | ایزی رالینز                |                             | [ ۸ ]         |
| ۱۹۹۶ | شجاعت در زیر آتش               | سرهنگ دوم ناتانیل سرلینگ   |                             | [ ۸ ]         |
| ۱۹۹۶ | همسر واعظ                      | دادلی                      |                             | [ ۲۰ ]        |
| ۱۹۹۸ | فروافتاده                      | کارآگاه جان هابز           |                             | [ ۲۱ ]        |
| ۱۹۹۸ | او بازی را برد                 | جیک شاتلسورث               |                             | [ ۸ ]         |
| ۱۹۹۸ | محاصره                         | آنتونی هابارد              |                             | [ ۸ ]         |
| ۱۹۹۹ | شکارچی استخوان                 | لینکلن رایم                |                             | [ ۸ ]         |
| ۱۹۹۹ | طوفان                          | رابین کارتر                |                             | [ ۲۲ ]        |
| ۲۰۰۰ | تایتنز را به یادآور            | هرمان بون                  |                             | [ ۲۳ ]        |
| ۲۰۰۱ | روز تعلیم                      | آلونزو هریس                |                             | [ ۸ ]         |
| ۲۰۰۲ | جان کیو                        | جان کیو. آرچیبالد          |                             | [ ۲۴ ]        |
| ۲۰۰۲ | آنتوان فیشر                    | دکتر جروم داونپورت         | همچنین کارگردان و تهیه‌کننده | [ ۲۵ ]        |
| ۲۰۰۳ | خارج از زمان                   | مت لی ویتلاک               |                             | [ ۲۶ ]        |
| ۲۰۰۴ | مردی در آتش                    | جان دبلیو. کریسی           |                             | [ ۲۷ ]        |
| ۲۰۰۴ | کاندیدای منچوری                | سرگرد بن مارکو             |                             | [ ۲۸ ]        |
| ۲۰۰۶ | نفوذی                          | کیت فریزر                  |                             | [ ۲۹ ]        |
| ۲۰۰۶ | دژا وو                         | داگ کارلین                 |                             | [ ۳۰ ]        |
| ۲۰۰۷ | گانگستر آمریکایی               | فرانک لوکاس                |                             | [ ۸ ]         |
| ۲۰۰۷ | مناظره‌کنندگان بزرگ             | ملوین بی تولسون            | همچنین کارگردان             | [ ۸ ]         |
| ۲۰۰۹ | گرفتن پلهام ۱۲۳                | والتر گاربر                |                             | [ ۸ ]         |
| ۲۰۱۰ | کتاب الی                       | الی                        | همچنین تهیه‌کننده            | [ ۳۱ ]        |
| ۲۰۱۰ | توقف‌ناپذیر                     | فرانک بارنز                |                             | [ ۳۲ ]        |
| ۲۰۱۲ | خانه امن                       | توبین فراست                |                             | [ ۳۳ ]        |
| ۲۰۱۲ | پرواز                          | ویلیام "ویپ" ویتاکر        |                             | [ ۳۴ ]        |
| ۲۰۱۳ | ۲ اسلحه                        | رابرت "بابی" ترنچ          |                             | [ ۸ ]         |
| ۲۰۱۴ | برابرساز                       | رابرت مک‌کال                | همچنین تهیه‌کننده            | [ ۳۵ ]        |
| ۲۰۱۶ | هفت دلاور                      | سم چیسولم                  |                             | [ ۳۶ ]        |
| ۲۰۱۶ | حصارها                         | تروی مکسون                 | همچنین کارگردان و تهیه‌کننده | [ ۳۷ ]        |
| ۲۰۱۷ | رومن جی. ایزریل، وکیل دادگستری | رومن جی. ایزریل            | همچنین تهیه‌کننده            | [ ۳۸ ] [ ۳۹ ] |
| ۲۰۱۸ | برابرساز ۲                     | رابرت مک‌کال                | همچنین تهیه‌کننده            | [ ۴۰ ]        |
| ۲۰۲۰ | بلک باتم ما رینی               | —                          | تهیه‌کننده                   | [ ۴۱ ]        |
| ۲۰۲۱ | چیزهای کوچک                    | معاون کلانتر جو "دیک" دیکن |                             | [ ۴۲ ]        |
| ۲۰۲۱ | تراژدی مکبث                    | لرد مکبث                   |                             | [ ۴۳ ]        |
| ۲۰۲۱ | دفترچه خاطراتی برای جردن       | —                          | کارگردان و تهیه‌کننده        | [ ۴۴ ]        |
| ۲۰۲۳ | برابرساز ۳                     | رابرت مک‌کال                | همچنین تهیه‌کننده            | [ ۴۵ ]        |
| ۲۰۲۴ | گلادیاتور ۲                    | ماکرینوس                   |                             | [ ۴۶ ]        |
| ۲۰۲۵ | بهشت و دوزخ                    | ن/م                        |                             | [ ۴۷ ]        |
| ۲۰۲۵ | درس پیانو                      | —                          | فقط تهیه‌کننده               | [ ۴۸ ]        |